# Reprezentacja Falklandów w piłce nożnej mężczyzn
Piłkarska reprezentacja Falklandów w piłce nożnej – zespół, reprezentujący Falklandy, jednak nie należący do Międzynarodowej Federacji Piłki Nożnej (FIFA), ani Południowoamerykańskiej Konfederacji Piłkarskiej (CONMEBOL). Falklandy są terytorium zamorskim Wielkiej Brytanii leżącym w odległości 480 km od wybrzeży Ameryki Południowej, ale mimo tego nie należą do Angielskiego Związku Piłki Nożnej.
Według danych z 2 lipca 2009 roku reprezentacja ta rozegrała 13 meczów z czego wygrała 2, żadnego nie zremisowała i przegrała 11.

## Mecze międzynarodowe
| Data       | Miejsce   | Gospodarz | Wynik | Gość            |
| ---------- | --------- | --------- | ----- | --------------- |
| 08-07-2001 | Wyspa Man | Falklandy | 0 – 9 | Man             |
| 09-07-2001 | Wyspa Man | Falklandy | 0 – 3 | Guernsey        |
| 12-07-2001 | Wyspa Man | Falklandy | 0 – 4 | Grenlandia      |
| 13-07-2001 | Wyspa Man | Falklandy | 4 – 1 | Orkady          |
| 10-07-2005 | Szetlandy | Falklandy | 0 – 4 | Szetlandy       |
| 12-07-2005 | Szetlandy | Falklandy | 2 – 1 | Saaremaa        |
| 13-07-2005 | Szetlandy | Falklandy | 0 – 9 | Man             |
| 14-07-2005 | Szetlandy | Falklandy | 1 – 2 | Wyspy Alandzkie |
| 15-07-2005 | Szetlandy | Falklandy | 0 – 2 | Orkady          |

## Turnieje

### Island Games
| Data  | Poz. | Mecze | Z | R | P | G+ | G- |
| ----- | ---- | ----- | - | - | - | -- | -- |
| 2001  | 11.  | 4     | 1 | 0 | 3 | 4  | 17 |
| 2005  | 10.  | 5     | 1 | 0 | 4 | 3  | 18 |
| Razem |      | 9     | 2 | 0 | 7 | 7  | 35 |

## Kadra 2009[2]
- (GK) Chris Gilbert
- Patricio Balladares
- Ian Betts
- Daniel Biggs
- Kyle Biggs
- Bill Chater
- Doug Clark
- Luke Clarke
- Wayne Clement
- Zaza Elbakidze
- Carlos Fajardo
- Stephen Aldridge
- Martyn Gilson-Clarke
- Jeremy Henry
- Mark Lennon
- Andrew Morrison
- James Peck
- Kevin Ross
- Claudio Ross
- Thomas Wallace
- Jeremy Dickhead
- Wyatt Szklarski
- John McClane (Nakatomi Falkland)
- Mario Puttano